# Municipio de Villa Guerrero (Jalisco)
Villa Guerrero es un municipio de la Región Norte del estado de Jalisco, México. Su cabecera es la localidad de Villa Guerrero. Se encuentra aproximadamente a 230 km al norte de Guadalajara. Según el Censo de Población y Vivienda de 2020, el municipio tiene 5,525 habitantes. En sus orígenes llevó por nombre Xonacatic, al convertirse en municipio cambió su nombre en honor al insurgente mexicano Vicente Guerrero. Su extensión territorial es de 1092.03 km² y la población se dedica principalmente al sector terciario.

## Toponimia
En sus orígenes llevó por nombre "Xonacatic"; que significa: "lugar de cebolletas" (tipo de cebolla que crece en el municipio). Luego llegó a conocerse como El Salitre por la actividad de extracción de este mineral en la región y al elevarse a municipio, en 1921, se le dio el nombre de Villa Guerrero en honor del segundo presidente de México, Vicente Guerrero.

## Historia
Antes de su conquista por los españoles, el municipio de Villa Guerrero quedaba habitado por los grupos indígenas tepecanos (tepehuanes). La región fue conquistada por el capitán Pedro Almíndez Chirino, quien fue enviado por Nuño Beltrán de Guzmán en el año 1530. Poco después de llegar los españoles a la región, los y huicholes (Wixarika) migraron a las barrancas y regiones montañosas de la región. La colonización de la región por los españoles al fin del siglo XVI trajo un número de familias tlaxcaltecas a la región.
La merced de terreno española de la región se otorgó en 1579 a Luis de los Ríos Proaño. La merced fue de aproximadamente 120 km² en el valle de Juanacatic (que proviene del nombre antiguo de la región: Xonacatic, que quiere decir lugar de las cebollas o cebolletas). Los franciscanos fundaron misiones en la región al fin del siglo XVI. Para el principio del siglo XVII, la región fue escenario de varios levantamientos de grupos indígenas, incluso uno en el cual se unieron los tepehuanes y los wixárika en 1607, y que resultó en el abandono de la región por parte de las pocas familias españolas que se habían asentado en esa área. En 1622, los descendientes de Luis de los Ríos Proaño tomaron de nuevo interés en el terreno, pidiendo copias de documentos de la merced en Zacatecas. El terreno se vendió al capitán Juan de Escobedo y al capitán Juan Díaz de Infante. En 1673, asentamientos europeos en la región quedaban limitados a una hacienda agrícola llamada Juanacatic.
En 1676, el administrador militar de Colotlán, Toribio González de Escalante, comenzó a extraer salitre en el valle. De esta actividad, el sitio se comenzó a conocer como El Salitre. La extracción no fue fructífera a causa de su ineficiencia y falta de obra de mano y con el tiempo se abandonó esta actividad.
En 1702, los tepehuanes y los wixárika de las montañas colindantes se unieron en un levantamiento. Como parte de la paz negociada, la Corona Española hizo que Ana Ordóñez de Santiago, terrateniente principal y viuda de Juan Díaz de Infante, cediera parte de sus terrenos en el altiplano a cambio de terreno en la barranca. Así los tepehuanes recuperaron sus terrenos ancestrales en el altiplano conocidos como Patahua. Se le  otorgó merced oficial de este sitio a la comunidad tepehuana en 1733.
En 1779, Pedro de Llanos y Valdés adquirió la Hacienda de Juanacatic y la región comenzó a ver crecimiento en inmigración europea. La actividad agropecuaria de la región fue impulsada por el crecimiento de actividad minera y población en las minas cercanas de Bolaños. El Salitre se convirtió en estación intermediaria de las recuas de mulas que sacaban el mineral de plata de la barranca.
La región fue escenario de varias batallas en 1810 durante la guerra de independencia. Algunos grupos indígenas de la región, incluso los wixárika, pelearon al lado de la Corona Española en esta guerra.
Reformas políticas, tal como el Plan de Iguala, que se declaró en 1821 por el nuevo gobierno independiente extinguieron el tratamiento separado de las comunidades indígenas, y los terrenos comunales de los tepehuanes se distribuyeron a individuos. En 1838, la región quedó como parte del octavo cantón del Estado Libre y Soberano de Jalisco dentro de la República Mexicana y quedó como parte del municipio de Totatiche dentro de ese cantón.
Las obras de construcción de una iglesia de piedra para reemplazar la capilla de adobe del pueblo de El Salitre comenzaron en 1905. Las obras se terminaron dos décadas después, al fin de la Revolución mexicana. El 27 de abril de 1921 por decreto número 2057 se erige en municipalidad la comisaría de El Salitre, y el 23 de mayo del mismo año por decreto número 2063 se cambió el  nombre por el de Villa Guerrero.

## Descripción geográfica

### Ubicación
Villa Guerrero se localiza al norte del estado de Jalisco, en las coordenadas 103º22’30" a 103º50’00" longitud oeste y 21º54’00" a 22º10’00" latitud norte; a una altitud de 1767 metros sobre el nivel del mar. El municipio representa el 1.368 % del estado de Jalisco.
El municipio colinda al norte con los municipios de Mezquitic y el estado de Zacatecas; al este con el estado de Zacatecas y el municipio de Totatiche; al sur con los municipios de Totatiche, Chimaltitán y Bolaños; al oeste con los municipios de Bolaños y Mezquitic.

### Orografía
Casi la mitad de sus superficie está conformada por zonas accidentadas (46%), le siguen en proporción las zonas planas (34%) y las zonas semiplanas (20%). Los relieves del municipio son variados y tienen alturas desde los 900 hasta los 2,100 metros sobre el nivel del mar. Sus principales alturas son: al norte, el cerro de la Cruz, al poniente, el cerro del Venado Blanco, la mesa del Toril y la de Chihuahua; al sur y sureste, el cerro del Pino y el cerro de los Cardos.

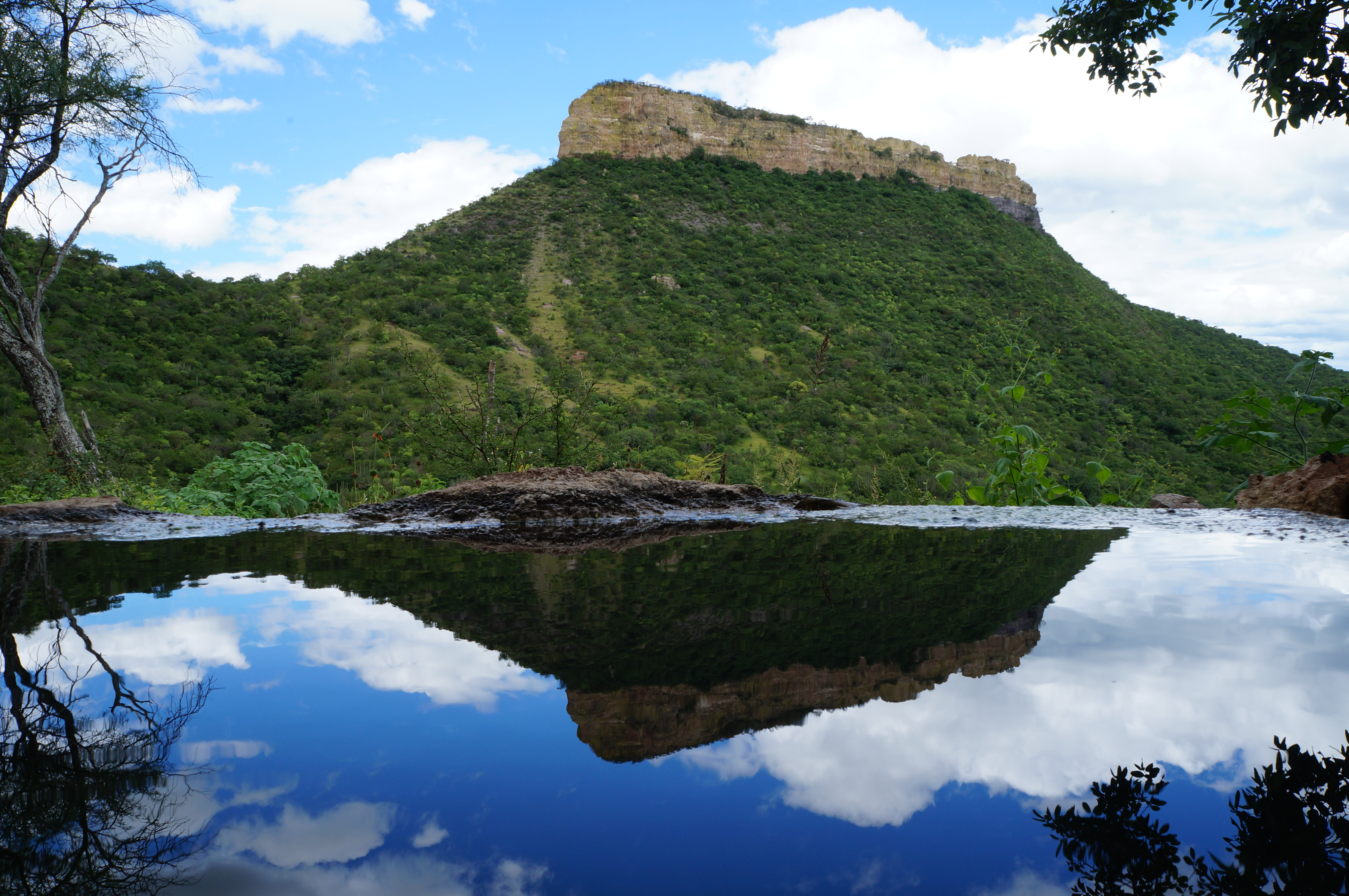
Vista del más simbólico atractivo natural de este municipio

Suelos. Pertenecen al período terciario y cuaternario; están compuestos por rocas ígneas extrusivas, riolita, basalto, toba y brecha volcánica. La composición de los suelos es de tipos predominantes Feozem Háplico, Regosol Éurico y luvisol Crómico. El municipio tiene una superficie territorial de 109,203 hectáreas, de las cuales 28,298 son utilizadas con fines agrícolas, 233026 en la actividad pecuaria, 50,000 son de uso forestal, 30 son suelo urbano y 7,573 hectáreas tienen otro uso. En lo que a la propiedad se refiere, una extensión de 104,703 hectáreas es privada y otra de 4,500 es comunal. Carlos Rivera Flores

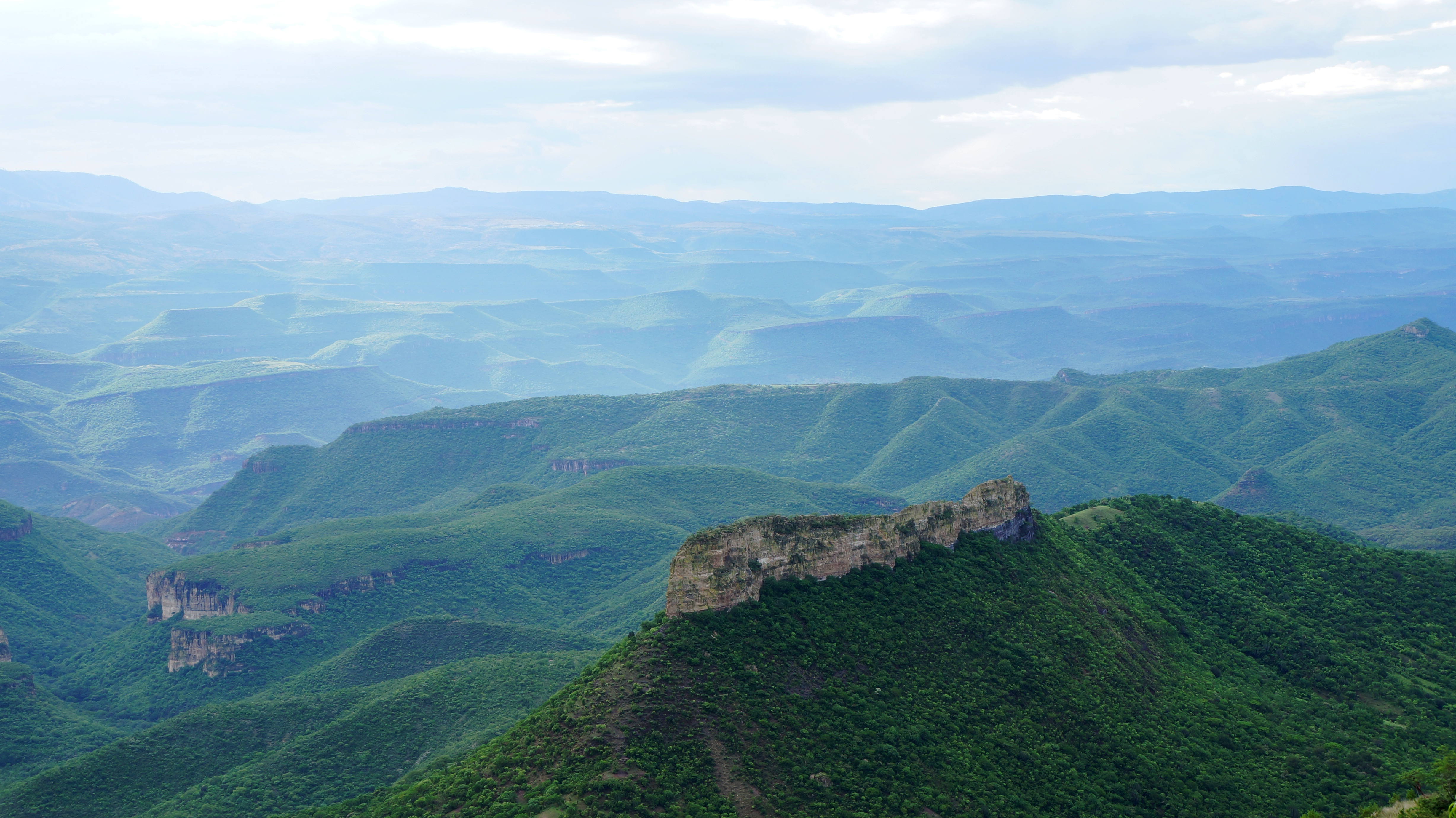
El espinazo del diablo

### Hidrografía
Sus recursos hidrológicos son proporcionados por el Río Bolaños; por los arroyos de caudal permanente: Grande, El Sataray, Charco Azul y La Villa; así como por arroyos de caudal de temporal: La Chihuahua, Nogales, Zacatequillas, Agua Nueva, Rinconada, La Labor, Las Planillas y Juanacatic. Además cuenta con una presa (La Boquilla), la cual comparte con el poblado de Temastián; ya que se encuentra en los límites del municipio.

### Clima
Es semiseco, con invierno y primavera secos, y semicálido, e invierno seco, sin estación primaveral bien definida. La temperatura media anual es de 18.7°C, con máxima de 27.6 °C y mínima de 9.8 °C. El régimen de lluvias se registra en los meses de junio, julio y agosto, contando con una precipitación media de 803.2 milímetros. El promedio anual de días con heladas es de 11. Los vientos dominantes son en dirección del sureste.

### Flora y fauna

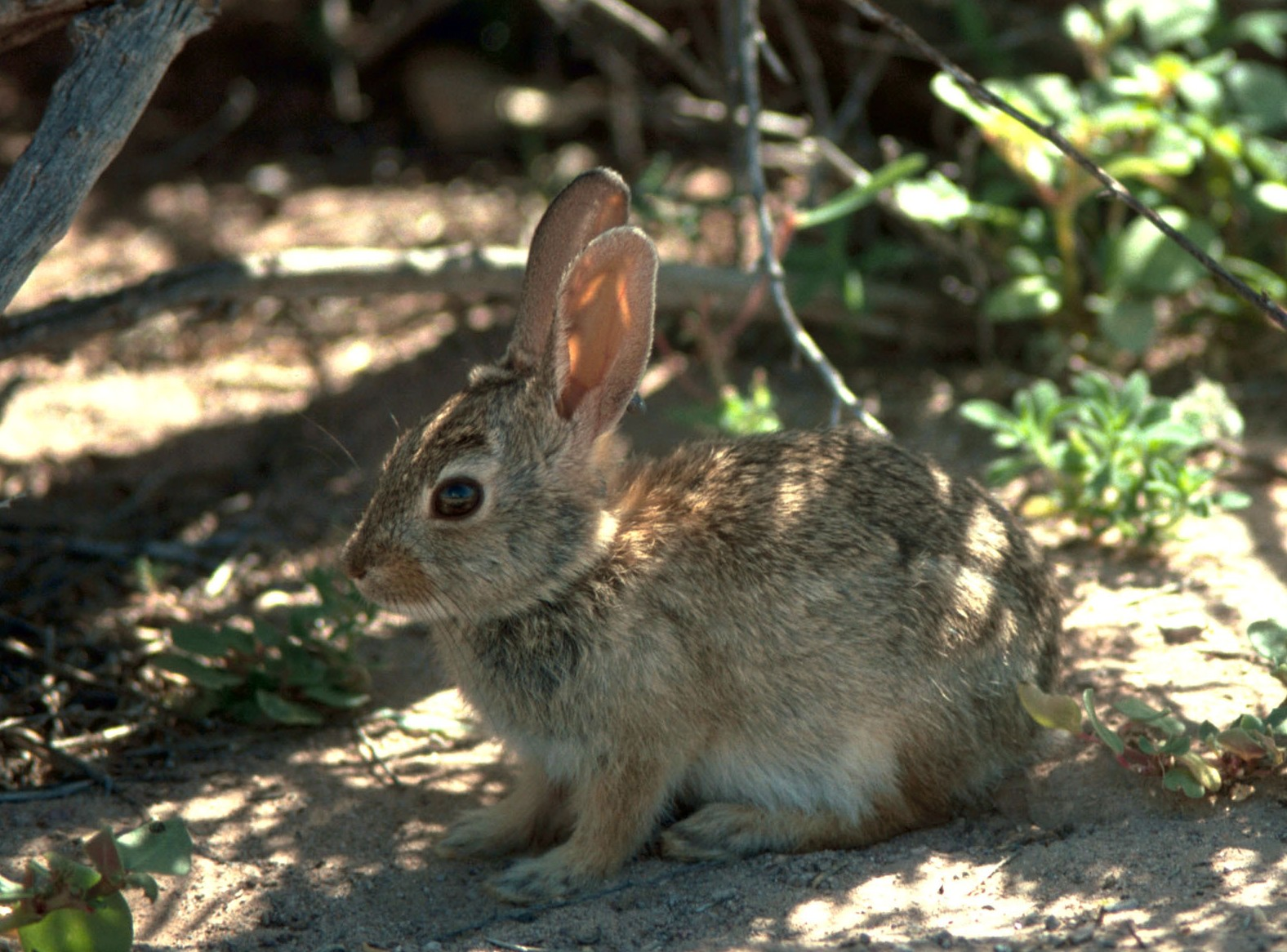
Ejemplo de la fauna de Villa Guerrero

La cobertura arbórea referida está compuesta por los siguientes tipos de vegetación: bosque de coníferas, bosque de encino, bosque mesófilo de montaña, bosque de pino y bosque de táscate, selva caducifolia, selva subcaducifolia, selva de galería, manglar, palmar natural, vegetación hidrófila y vegetación inducida. En las Zonas Altas predominan especies de Pinus y Quercus.
Villa Guerrero alberga 1 área natural protegida con una superficie de 3,188.10 hectáreas (ha) lo que representa el 5.2% de todo el territorio municipal. Además, se cuenta con 0.3% de humedales.
En los bosques de coníferas y encinos y en los matorrales: ardilla arbórea, zorra gris, gato montés, venado cola blanca, comadreja, zorrillo, jabalí, liebre torda, coyote.

## Demografía

### Localidades
En el censo de 2020 el municipio de Villa Guerrero contaba con 51 localidades.
| Código INEGI      | Localidad         | Población (2020) |
| ----------------- | ----------------- | ---------------- |
| 141150001         | Villa Guerrero    | 4 023            |
| Otras localidades | Otras localidades | 1 502            |
| Total municipal   | Total municipal   | 5 525            |

## Economía
El 30.57% de los habitantes se dedica al sector primario, el 26.56% al sector secundario, el 40.8% al sector terciario y el resto no se específica. El 26.83% se encuentra económicamente activa. Las principales actividades económicas son: agricultura, ganadería, comercio y servicios.
- Agricultura. De los cultivos locales destacan el maíz, frijol, avena y cebada. Además de hortalizas.

- Ganadería. Se cría ganado bovino, porcino, ovino y caprino. Además de aves y colmenas.

- Industria. Las principales ramas de la actividad industrial son la manufacturera y la de la construcción.

- Explotación forestal. Se explota el pino.

- Minería. Cuenta con yacimientos de minerales no metálicos como la cantera, arena, grava y basalto, que son explotados en pequeña escala.

- Comercio. Predominan los giros dedicados a la venta de productos de primera necesidad y los comercios mixtos que venden artículos diversos en pequeña escala.

- Servicios. Se prestan servicios financieros, profesionales, técnicos, comunales, sociales, personales y de mantenimiento.

## Infraestructura
- Educación

El 83.77% de la población está alfabetizada,, con el 26.93% habiendo terminado la educación primaria. El municipio cuenta con 3 preescolares, 3 primarias, 1 secundarias y 1 bachillerato.
- Salud

La atención a la salud es atendida por la Secretaría de Salud, el Instituto Mexicano del Seguro Social, el Instituto de Seguridad y Servicios Sociales de los Trabajadores del Estado y por médicos particulares. El Sistema para el Desarrollo Integral de la Familia (DIF) se encarga del bienestar social.
- Deporte

Cuenta con centros deportivos, en los que se practica: fútbol, voleibol, basquetbol, béisbol, frontenis y atletismo; cuenta con un lienzo charro. Además cuenta con centro culturales, plazas, parques, jardines, biblioteca, centro social y centros recreativos.
Actualmente existen equipos que participan en la liga regional del Municipio De Colotlan Jalisco
De Primera Fuerza existen 3 
- Sello Rojo
- Atlético Villa 
- Deportivo Villa 
De Segunda Fuerza hay solo 1
-Sello Rojo 
Veteranos 
-Sello Rojo
Juvenil
Sello Rojo
Infantil 
Centro de formación de Futbol Villa CFFV 
- Vivienda

Según el II Conteo de Población y Vivienda, cuenta con 1,350 viviendas, las cuales generalmente son privadas. El 86.21% tiene servicio de electricidad, el 59.3% tiene servicio de drenaje y agua potable. Su construcción es generalmente a base de concreto, teja, ladrillo y/o tabique.
- Servicios

El municipio cuenta con servicios de agua potable, energía eléctrica, alcantarillado, alumbrado público, mercado, rastro, cementerios, vialidad, aseo público, seguridad pública y tránsito, parques, cementerio, jardines, centros recreativos y deportivos.
En lo que concierne a servicios básicos, el 65.3% de los habitantes disponen de agua potable, el 66.9% de alcantarillado y el 78.8% de energía eléctrica.
- Medios y vías de comunicación

Cuenta con correo, telégrafo, fax, señal de radio y televisión, teléfono, internet y servicio de radiotelefonía. La transportación foránea se efectúa a través de la carretera Guadalajara-Chimaltitán. Cuenta con una red de carreteras rurales que comunican las localidades. La transportación se realiza en autobuses públicos o vehículos de alquiler y particulares.

## Demografía
Según el Censo de Población y Vivienda 2020, el municipio tiene 5,525 habitantes, de los cuales 2762 son hombres y 2,763 son mujeres; el 2.66% de la población son indígenas.
| 7,795                      | 6,374 | 5,938 | 5,182 | 5,525 |
| (Fuente: [cita requerida]) |       |       |       |       |

### Religión
El 97.37% profesa la religión católica; sin embargo, también hay creyentes de los Testigos de Jehová, Protestantes, Adventistas del Séptimo Día y otras doctrinas. El 1.55% de los habitantes ostentaron no practicar religión alguna.

## Cultura
- Artesanías: Bordados en tela.

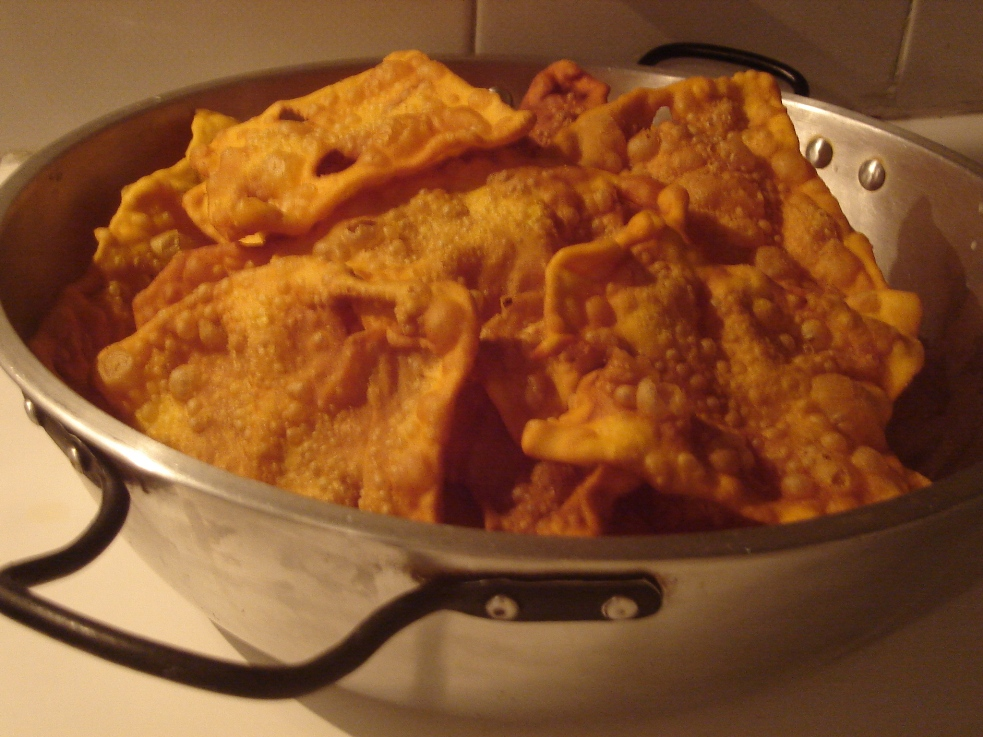
Buñuelos

- Gastronomía: Sopes de carne de puerco, pozole, enchiladas, pollo asado, la birria tatemada con maguey y los buñuelos.
- Trajes típicos: Para el hombre el traje de charro y para la mujer el vestido de china poblana.

### Sitios de interés
| Arquitectura - Santuario a la Virgen de Guadalupe. - Ruinas y Museo de la Hacienda de Juanacatic. - Templo del Señor de San José. - La Barranquita. - Templo de San Lorenzo. | Parques y reservas - Bosque El Pino. - Bosque Los Cerros. - La Leona. - Mesa Gorruedo. - Pico La Angostura. - El Cerro de los Cardos. | - Mesa Cumbre. - Cerro los Metates. - Peñasco Blanco. - Mesa Coyote. - Los Sabinos. - El Espinazo del Diablo. | Caídas de agua - Las Flores. - La Pila del Diablo. - Pila de Juana-Petra |

### Fiestas
Fiestas civiles
- Aniversario de la Independencia de México. 16 de septiembre.
- Semana Cultural (última semana de abril).
- Festival de día de Muertos (2 de noviembre).
- Día del Municipio (26 de abril).
- Festival del Hongo Villa Guerrero (penúltimo fin de semana de agosto)
- Feria de la pitaya (segundo fin de semana de mayo)

Fiestas religiosas
- Fiesta en honor de la Virgen de Guadalupe, del 1 al 12 de diciembre.
- Día de Muertos, 2 de noviembre.
- Fiesta en honor de la Santa Cruz, 3 de mayo.
- Fiesta en honor de San José, del 11 al 19 de marzo.
- Fiesta a San Lorenzo, del 2 al 10 de agosto.

## Gobierno
Su forma de gobierno es democrática y depende del gobierno estatal y federal; se realizan elecciones cada 3 años, en donde se elige al presidente municipal y su gabinete. El presidente municipal es el Ing. José Alfredo Solis Sarrelangue, militante del PRI, quien entró en funciones el 1 de octubre de 2021.
En el 2020 se contaban con 62 localidades, de estas, 8 eran de dos viviendas y 21 de 1. La cabecera municipal de Villa Guerrero es la localidad más poblada con 4,023 personas. [SIEJ]